# Alika (chanteuse)
Pour les articles homonymes, voir Alika.
 (août 2022).
Si vous disposez d'ouvrages ou d'articles de référence ou si vous connaissez des sites web de qualité traitant du thème abordé ici, merci de compléter l'article en donnant les références utiles à sa vérifiabilité et en les liant à la section « Notes et références ».
Alicia dal Monte, née le 28 juin 1977 à Montevideo, plus connue sous le nom d'Alika, est une chanteuse uruguayo-argentine. 

## Biographie
Alika est devenue l'une des références du Roots Reggae Dancehall hispanophone. Notamment influencée par le Hip Hop, qu'elle écoutait depuis toute petite, et avec lequel elle a fait ses premiers pas dans la musique.
En 1994, avec Malena D'Alessio, elle fonde le duo Actitud María Marta, l'un des premiers groupes de rap féminin d'Argentine et d'Amérique latine, qui a été reconnu par la presse comme le groupe Révélation de 1995.
Plus tard, elle quitte le groupe et commence à voyager seule avec son projet "Alika & Nueva Alianza", se tournant pleinement vers le reggae et le mouvement rastafari, se distinguant par ses textes clairs et directs qui parlent de respect, de dignité, de l'oppression du système occidental, de confiance en soi, de la vie dans les pays du tiers monde et des problèmes qui existent dans les quartiers.
Alika compte 6 albums studio à ce jour et est créditée de la création de certains des plus grands hymnes reggae espagnols. Des chansons comme "Army Awake", "Don't Be Sad", "Galang", "The Lion's Roar", "Killing Custom" et "Hey My Friend" ont toutes contribué à faire d'Alika une star internationale du reggae et à placer le reggae latin sur la carte du monde. Un exemple en est, le 5ème album qu'Alika a enregistré fin 2006 en collaboration avec Mad Professor, "Mad Professor Meets Alika", sorti en 2009, a été entièrement produit par le génie du dub.
En 2016, elle collabore avec l'artiste français Benjamin Biolay sur la chanson La noche ya no existe.
En plus de son projet musical, Alika a collaboré avec la marque "Cristobal Colon" avec laquelle elle a développé sa ligne de vêtements (Alika Tresde) et également avec la marque "Vulk" pour créer son propre modèle de lunettes (Galang). 

## Discographie
avec Actitud María Marta (es)
- 1996 - Acorralar a la Bestia

avec Nueva Allianza
- 2001 - No dejes que te paren (Nueva Alianza)
- 2003 - Sin intermediarios (Nueva Alianza Presenta Alika)
- 2005 - Razón meditación acción (Alika & Nueva Alianza)
- 2008 - Educate Yourself (Alika & Nueva Alianza)
- 2009 - Mad Professor Meets Alika
- 2011 - Unidad & Respeto Mixtape: The Complete Alika & Nueva Alianza Collection (Compilation)
- 2012 - Dub Yourself (Alika & Nueva Alianza) (Compilation de Remixes)
- 2014 - Mi palabra mi alma (Alika & Nueva Alianza)